# Kraków Wisła
Kraków Wisła – dawny towarowy przystanek kolejowy w Krakowie na Zabłociu w pobliżu Wisły. Został otworzony w marcu 1911 jako Podgórze Wisła, w 1924 przemianowany na Kraków Wisła. Zamknięto go w 2002.
Stacja była zakończona ślepo, posiadała jeden semafor kształtowy. Znajdowała się tu duża bocznica.

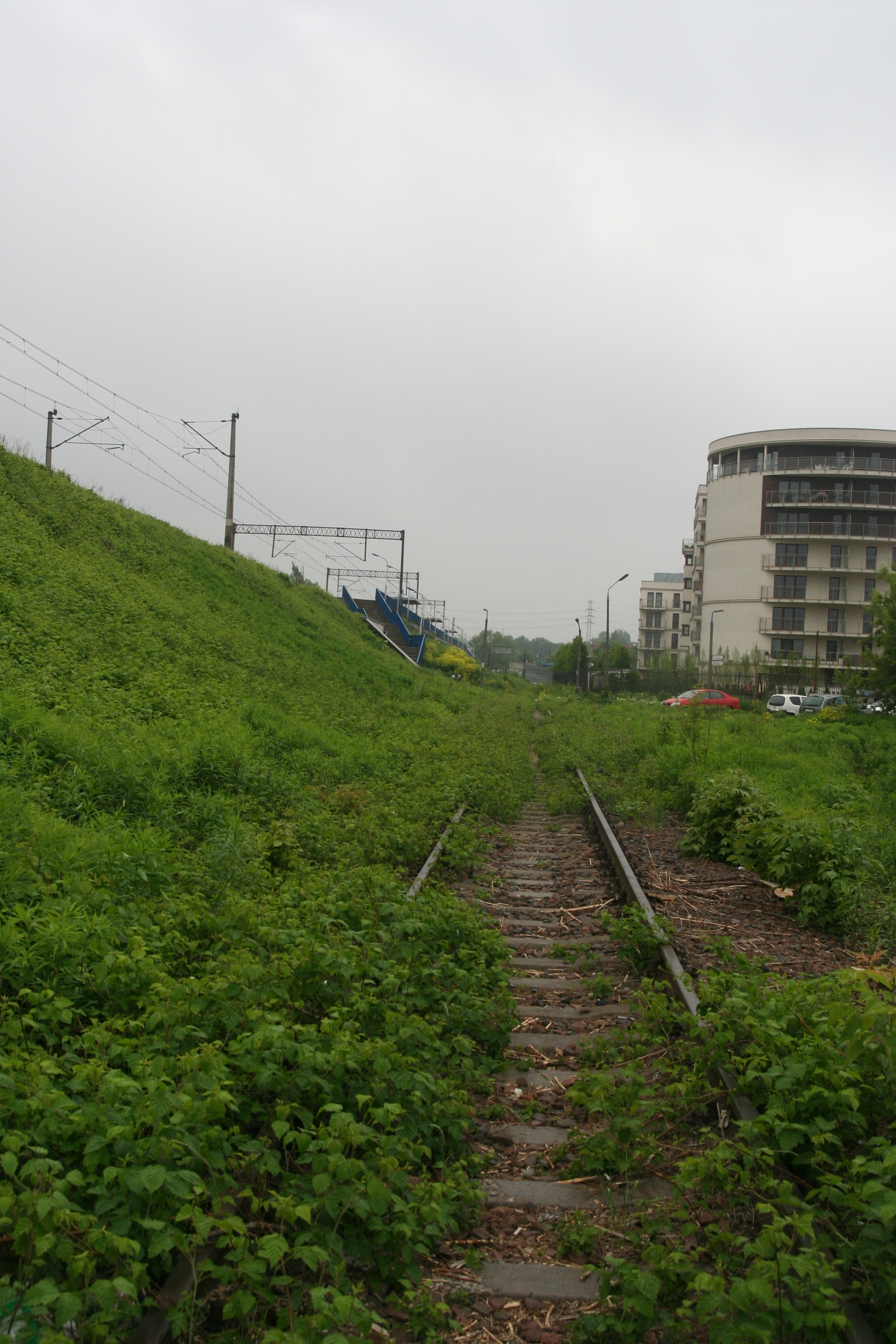
Linia kolejowa nr 112 – widok w kierunku stacji Wisła
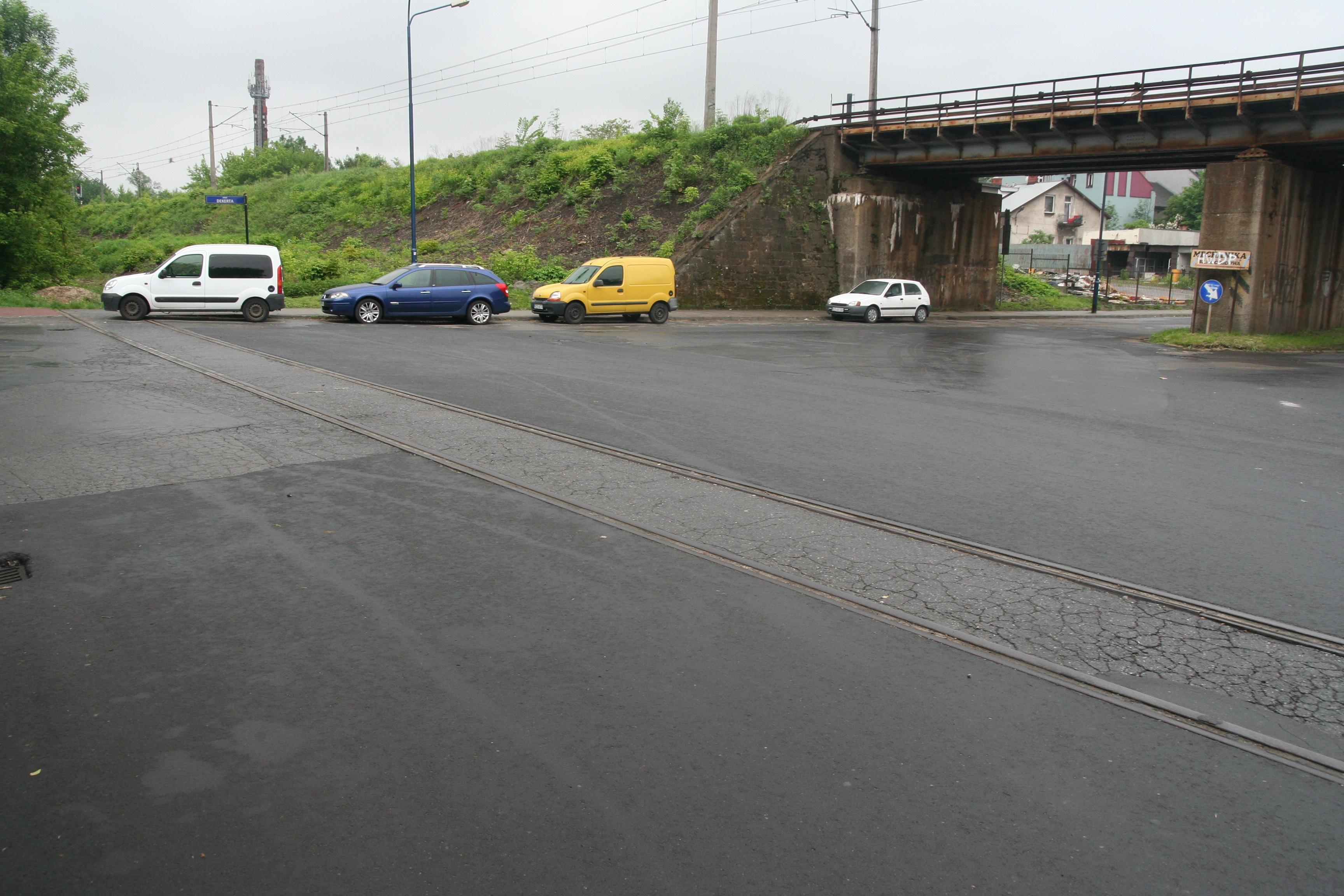
Przejazd linii kolejowej nr 112 przez łączące się ulice: Tadeusza Romanowicza i Jana Dekerta
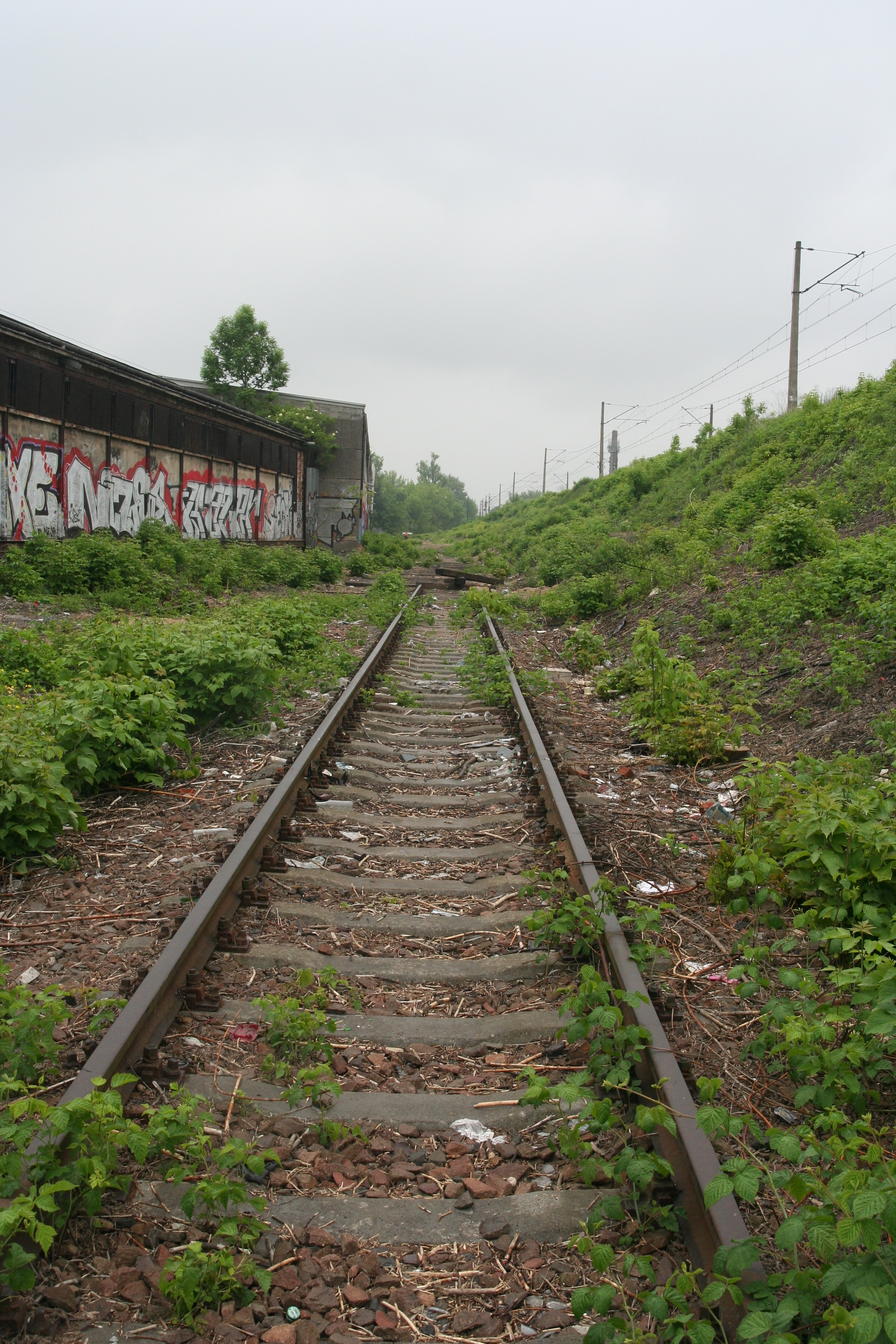
Linia kolejowa nr 112 – widok w kierunku stacji Kraków Płaszów
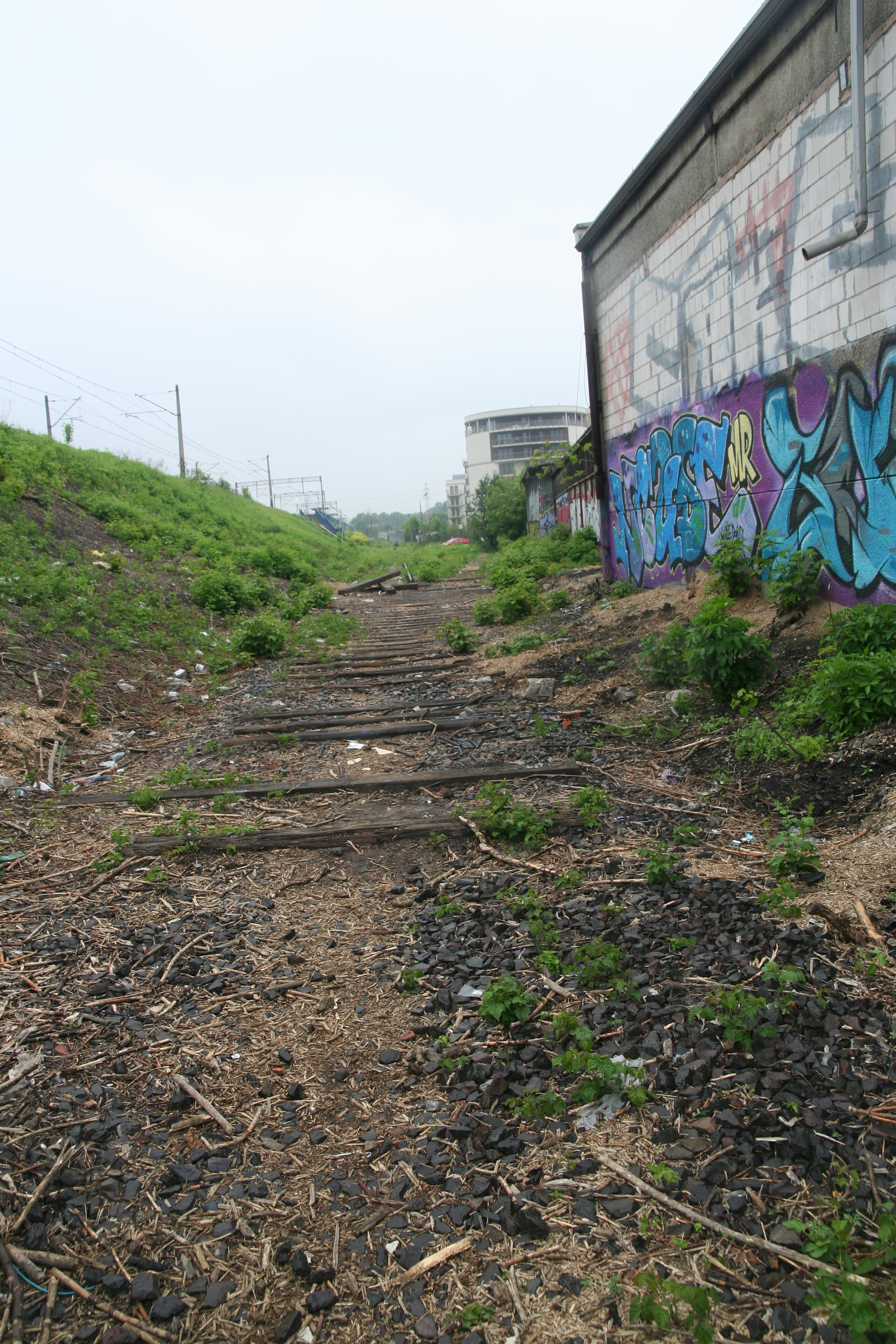
Obecnie na niektórych odcinkach tory są zdemontowane
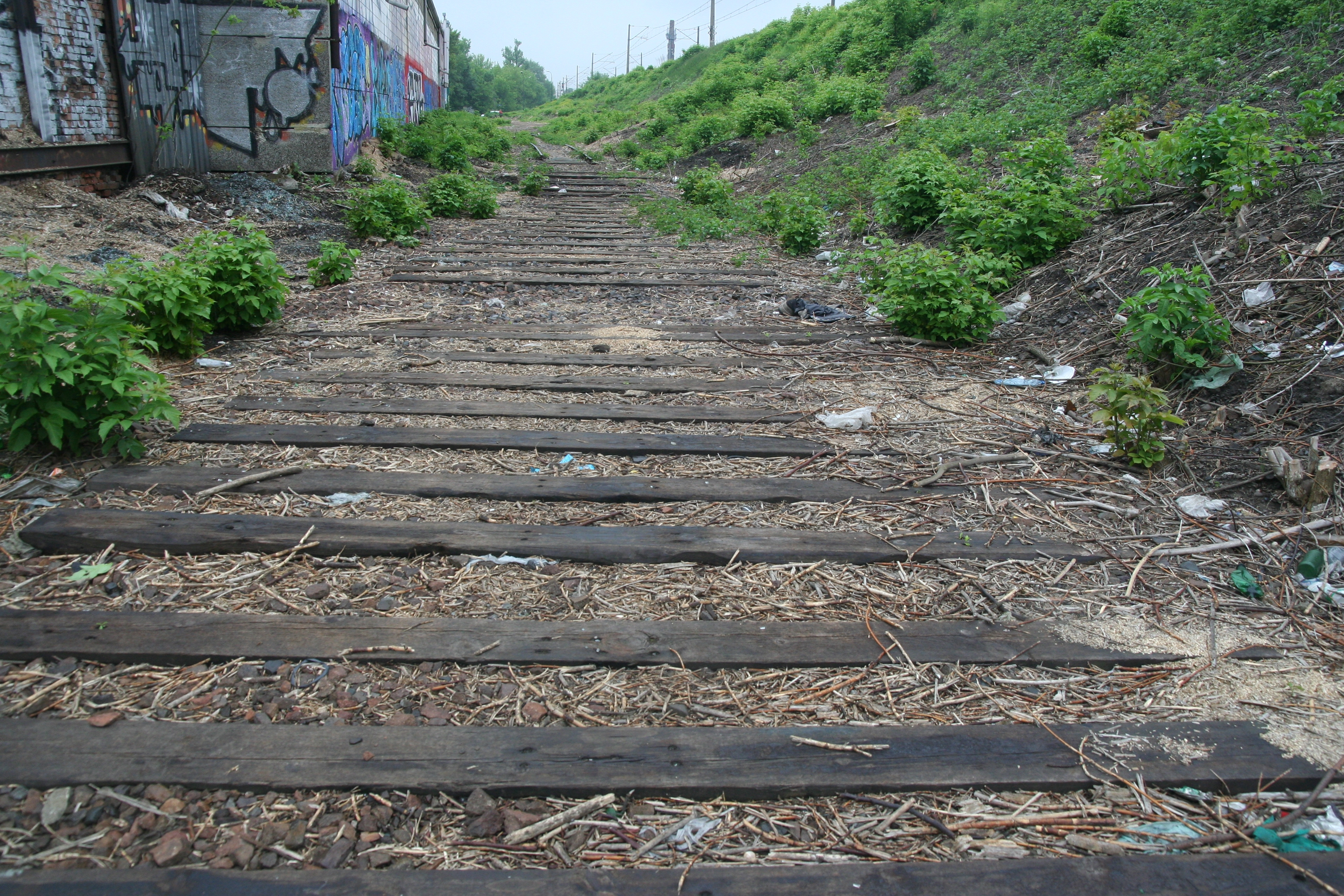
Pozostałości pierwszego rozjazdu